# Wikitongues
Wikitongues è un'organizzazione senza fini di lucro registrata nello stato di New York, negli Stati Uniti d'America. Ha lo scopo di documentare tutte le lingue del mondo.
È stata fondata da Frederico Andrade, Daniel Bogre Udell e Lindie Botes nel 2014.

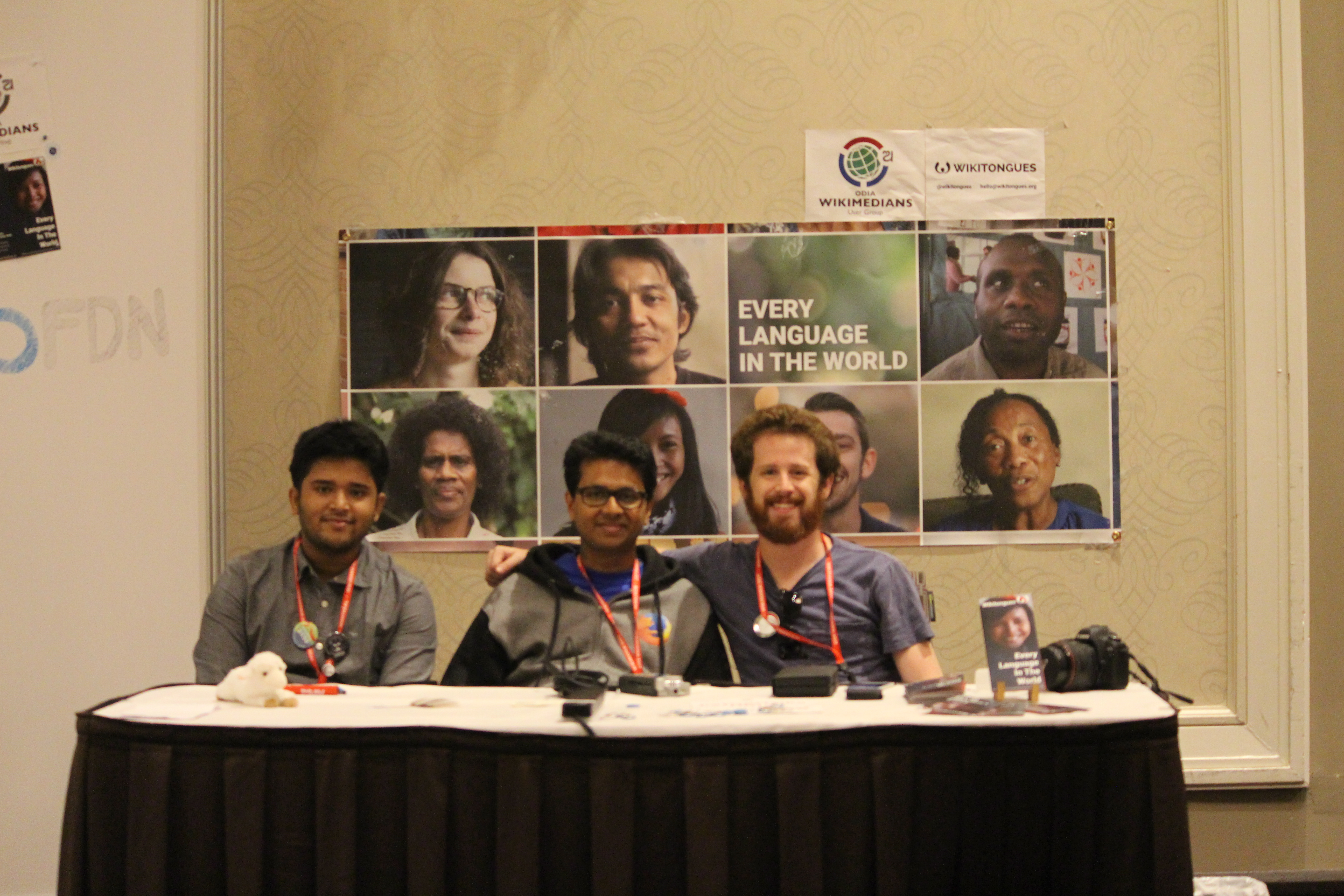
Collaboratori di Wikitongues a Montréal durante Wikimania 2017.

A maggio 2016, Wikitongues aveva registrato circa 329 video in oltre 200 lingue. Al 2018, avevano registrato più di 350 lingue, ovvero il 5% delle lingue nel mondo.
Al 2020, i video registrati sul canale YouTube ufficiale sono oltre 700.

## Poly
Poly è un software open source creato per condividere e imparare le lingue. Il progetto è stato supportato su Kickstarter e l'organizzazione è stata in grado di raccogliere 52.716 dollari con l'aiuto di 429 sostenitori.

## Licenze
Tutti i video sono pubblicati sotto licenza CC-by-NC 4.0. Recentemente, è stata introdotta anche un'altra opzione per pubblicare il video in CC-by-SA 4.0.